# María Carmen Riu Pascual
María Carmen Riu Pascual (4 de noviembre de 1951) es una deportista española que compitió en natación adaptada. Ganó dos medallas de plata en los Juegos Paralímpicos de Tel Aviv 1968.

## Palmarés internacional
| Juegos Paralímpicos | Juegos Paralímpicos | Juegos Paralímpicos | Juegos Paralímpicos         |
| Año                 | Lugar               | Medalla             | Prueba                      |
| ------------------- | ------------------- | ------------------- | --------------------------- |
| 1968                | Tel Aviv (Israel)   | Medalla de plata    | 50 m braza completa clase 3 |
| 1968                | Tel Aviv (Israel)   | Medalla de plata    | 50 m libre completa clase 3 |